# Arthrobacter
Arthrobacter (dal greco bastoncino con giunzioni) è un genere di batteri che si trovano comunemente nel suolo. Tutte le specie di questo genere sono aerobi obbligati Gram positivi che hanno morfologia a bastone durante la fase esponenziale e coccica durante la fase stazionaria.
Le colonie di Arthrobacter sono cresciute in presenza di piridone, una fonte di carbonio insolita e specifica per pochi generi batterici. Un'altra peculiarità del genere è legata alla riproduzione: i microrganismi generano rotture presso la parete cellulare, da cui si sviluppa una giunzione (da cui il nome) dalla quale avrà origine la cellula figlia. Al microscopio, le cellule in riproduzione assumono una tipica forma a V.